# 黄胜明
黄胜明（1914年—1996年），中国人民解放军将领、中国人民解放军开国少将。
曾任中国人民解放军广州军区后勤部生产部副政委。1955年，授予中国人民解放军少将。